# Duits Instituut voor Levensmiddelentechnologie
Het Duits Instituut voor Levensmiddelentechnologie (DIL), (dt. Deutsches Institut für Lebensmitteltechnik) is een niet-gouvernementeel en industrieel onderzoeksinstituut, waar meer dan 150 bedrijven lid van zijn. Deze zijn actief op het gebied van de productie van levensmiddelen, werktuigbouwkunde, procesindustrie en instrumentatie. Het instituut werd opgericht in 1983 in Quakenbrück, gelegen in het centrum van de Nedersaksische levensmiddelenindustrie.
Doel van het onderzoek is het ontwikkelen van innovatieve methoden voor de productie van levensmiddelen, kwaliteitsmanagement en procesoptimalisatie. Van de nieuwe inzichten in levensmiddelentechnologie profiteren kleine en middelgrote ondernemingen. Het DIL noemt de verbetering van het concurrentievermogen van bedrijven uit de voedingsindustrie als zijn doelstelling.

## Geschiedenis
Op 17 mei 1983 werd de Trägerverein zur Förderung der Errichtung des Deutschen Instituts für Lebensmitteltechnik in Quakenbrück opgericht. In mei 1985 werd een nieuw gebouw voor het instituut gepland in de Professor-von-Klitzing Straat.Birgit Breuel legde als minister van Economische Zaken van Nedersaksen de eerste steen, en het nieuwe gebouw werd ingehuldigd door de toenmalige minister-president van Nedersaksen Ernst Albrecht.
In 1988 kreeg het instituut zijn huidige naam Duits Instituut voor Levensmiddelentechnologie (DIL).
In 2008 heeft de deelstaat Nedersaksen de Samtgemeinde Art land met 15 miljoen gesubsidieerd, omdat de regio succes heeft met de voedingsindustrie. Van dat geld werd de regio gestimuleerd om de wereldwijde concurrentie aan te gaan.
Daarom werd voor de toekomst een uitbreiding van het gebouw van de DIL gepland. Op 20 mei 2009 werd de eerste steen gelegd door de secretaris-generaal van voedselvoorziening, landbouw, consumentenbescherming en regionale ontwikkeling Friedrich-Otto Ripke.

## Onderzoek
De onderzoeksgebieden van het instituut zijn onderverdeeld in de volgende categorieën:

### Structuur & Functionaliteit
Hier wordt de kwaliteit van producten gecontroleerd aan de hand van hun samenstelling en consistentie. Door structuuranalyse van monsters wordt geprobeerd de relatie tussen samenstelling, consistentie en kwaliteit te begrijpen. Nieuw verworven kennis wordt gebruikt om de kwaliteit van voedsel te verbeteren, dit wordt gedaan door optimalisatie van de voedselsamenstelling en consistentie.

### Biotechnologie
Dit gebied onderzoekt de extra functies van voedsel inhouden, bijvoorbeeld, hoe kunnen de effecten van probiotica en prebiotica in industrieel geproduceerd voedsel bij de ondersteuning van het menselijke immuunsysteem helpen. Toevoeging of vermeerdering van micro-organismen, de remming of de vermindering van ongewenste micro-organismen en ook de speciale eigenschappen van gist zijn de focus van dit onderzoeksplatform. Andere doelen zijn nieuwe bevindingen in witte en blauwe biotechnologie.

### Robotica
Het doel van dit gebied is het ontwikkelen van innovatieve en nieuwe applicaties voor robots en deze te testen. Door de samenwerking met de voedingsindustrie en werktuigkundige ingenieurs ontstaan nieuwe functies voor robots voor de productie van voedsel. Prioriteiten bij de functies van robots zijn snelle, veilige en schone verwerking van onverpakte producten.

## Samenwerking

### Nederland
Samen met de Rijksuniversiteit Groningen en de Nederlandse Organisatie voor toegepast-natuurwetenschappelijk onderzoek (TNO) heeft het DIL de coöperatie International Competence Center Food and Research Development (ICCF) opgericht. Dit project was opgezet om de samenwerking en integratie tussen de Duitse en de Nederlandse voedingsindustrie in de Eems Dollard Regio te verbeteren. De voedingsindustrie is in dit gebied sterk vertegenwoordigd.
Ook haakt hier het project FOOD Future aan. Het uiteindelijke doel van FOOD Future is impulsen te geven voor de voedingsgerelateerde midden- en kleinbedrijven in het Nederlands-Duitse grensgebied en daardoor bijdragen aan de groei van de regio en de werkgelegenheid heeft.
Het DIL is lead partner van FOOD Future. De partners uit Nederland zijn de Investerings- en ontwikkelingsmaatschappij van Noord-Nederland (NOM), de ontwikkelingsmaatschappij Oost Nederland NV en de NV Industriebank LIOF.

### Wereld
Het instituut is wereldwijd actief en heeft klanten uit Japan, China, India, Australië en de VS. De bekendste klanten van het DIL zijn multinationals zoals Mars, General Mills en Barilla.

### HighTech Europe

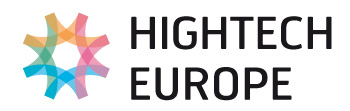
Officieel logo van HighTech Europe.

High-Tech Europe is een netwerk van Europese onderzoeksinstellingen, organisaties en bedrijven. Gezamenlijk willen zij een Europees instituut voor levensmiddelentechnologie oprichten om competenties en kennis van het onderzoek beschikbaar te maken voor de lokale industrie.
Het netwerk wordt gecoördineerd door het Duits instituut voor levensmiddelentechnologie en wordt ook door de Europese onderzoeksraad (ERC) gefinancierd.
Nieuwste kennis in de biotechnologie, nanotechnologie en communicatietechnologie voor innovatieve strategieën in de productie van voedsel zijn de doelen van de samenwerking. Momenteel heeft HighTech Europe 22 leden; 21 leden uit Europa en een lid uit Oceanië.
Het Wageningen University and Research Centre en het bedrijf Pervatech BV zijn de enige leden uit Nederland.